# North Downs

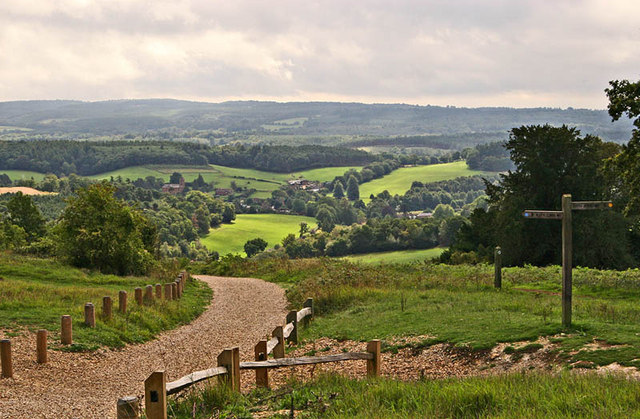
North Downs

North Downs – pasmo kredowych wzgórz w południowo-wschodniej Anglii, w hrabstwach Kent i Surrey, rozciągające się od okolic miasta Farnham na zachodzie po białe klify Dover na wybrzeżu Cieśniny Kaletańskiej na wschodzie.
Pasmo poprzecinane jest licznymi dolinami, utworzonymi m.in. przez rzeki Mole, Darent, Medway oraz Stour.
Na terenie North Downs wyznaczone zostały dwa obszary Area of Outstanding Natural Beauty – Surrey Hills oraz Kent Downs.